# CRISPR
CRISPR (okrajšava za clustered regularly interspaced short palindromic repeats, slovensko gruče enakomerno prekinjenih kratkih palindromnih ponovitev) je družina zaporedij DNA v genomih prokariontskih organizmov, kot so bakterije in arheje. Izvirajo iz fragmentov DNA virusov, ki so okužili določen organizem in ga ta organizem uporablja, da zazna in uniči DNA podobnih virusov ob kasnejših okužbah. Gre torej za obliko protivirusnega imunskega sistema prokariontov, ki daje organizmu pridobljeno imunost. Našli so ga v približno polovici do zdaj razvozlanih bakterijskih genomov in skoraj 90 % genomov arhej, kjer ima poleg obrambe pred bakteriofagi tudi vlogo kontrole prepisovanja genov in verjetno še druge.
Ključen del tega sistema je tudi encim Cas9 (oz. »CRISPR-associated 9«), ki uporablja zaporedja CRISPR kot vodilo, s katerim prepozna in cepi komplementarne verige DNA. Skupaj tvorita osnovo za tehniko, znano kot CRISPR-Cas9, ki jo lahko uporabljamo za tarčno in razmeroma enostavno spreminjanje genomov živečih organizmov, vključno s človekom. Predstavlja tolikšen preskok od starejših tehnik, tako v enostavnosti uporabe kot ceni, da so jo v nekaj letih od odkritja že označili za največji preboj v biologiji od odkritja verižne reakcije s polimerazo. Neslutene možnosti, ki jih odpira, pa zbujajo tudi etične pomisleke, predvsem v zvezi s spreminjanjem zarodnih celičnih linij in uporabe pri človeku ter, v kombinaciji s tehniko vsiljenega gena (gene drive), realno možnostjo za vplivanje na celotne populacije ali celo vrste organizmov v divjini.